# Granat MECAR 50 mm
MECAR 50 mm – belgijski granat uniwersalny.
Granat MECAR 50 mm miał korpus wykonany z tworzywa sztucznego. W korpusie było zatopione około 900 stalowych kulek o tak dobranej masie i rozmiarach, aby uzyskać wysokie prawdopodobieństwo porażenia celu w promieniu 4 m od miejsca upadku, a jednocześnie zapewnić całkowite bezpieczeństwo osobom znajdującym się dalej niż 20 m od miejsca wybuchu.
W latach 70. granat MECAR 50 mm został wycofany z uzbrojenia.